# Mexicali (municipi)
Mexicali és un municipi de Baixa Califòrnia. Mexicali és el cap de municipi, capital de l'estat i centre de població d'aquesta municipalitat. Aquest municipi es troba a la part nord-oriental de Baixa Califòrnia. Limita al nord amb el comtat d'Imperial, Califòrnia en els Estats Units, al sud amb els municipis d'Ensenada, a l'est amb el municipi de San Luis Río Colorado (estat de Sonora), amb el comtat de Yuma, Arizona en els Estats Units i mar de Cortés i a l'oest amb el municipi de Tecate.

## Geografia
El municipi de Mexicali és comprès entre les coordenades geogràfiques del meridià de Greenwich latitud nord 21º 21' 00 mínima, 28º 00' 00 màxima, longitud oest 112º 00' 47 mínima, 116º 00' 53 màxima. Al Mar de Cortés hi ha l'illa Ángel de la Guarda.
Hi destaca el solitari Cerro Centinela (760 msnm). A l'oest del terme hi ha les serres de San Pedro Mártir (3.100 msnm), San Felipe (1.380 msnm) Cucapa (1.080 msnm), El Mayor (940 msnm) i Las Pintas (800 msnm).
El municipi de Mexicali està vorejat per les aigües del Mar de Cortés. El riu més gran és el riu Colorado, el delta que desemboca en el Mar de Cortés o Golf de Califòrnia. Els cossos d'aigua són la Laguna Salada, a l'est de la Sierra Juárez.
Per la gran dimensió del municipi, hi ha una diversitat de vegetació. Una de les espècies més característiques és Pachycereus pringlei, endèmica de Baixa Califòrnia Sud, Baixa Califòrnia i Sonora, a Mèxic. El clima del municipi és clima àrid. A la serralada central el clima és temperat d'alta muntanya.

Clima del municipi de Mexicali
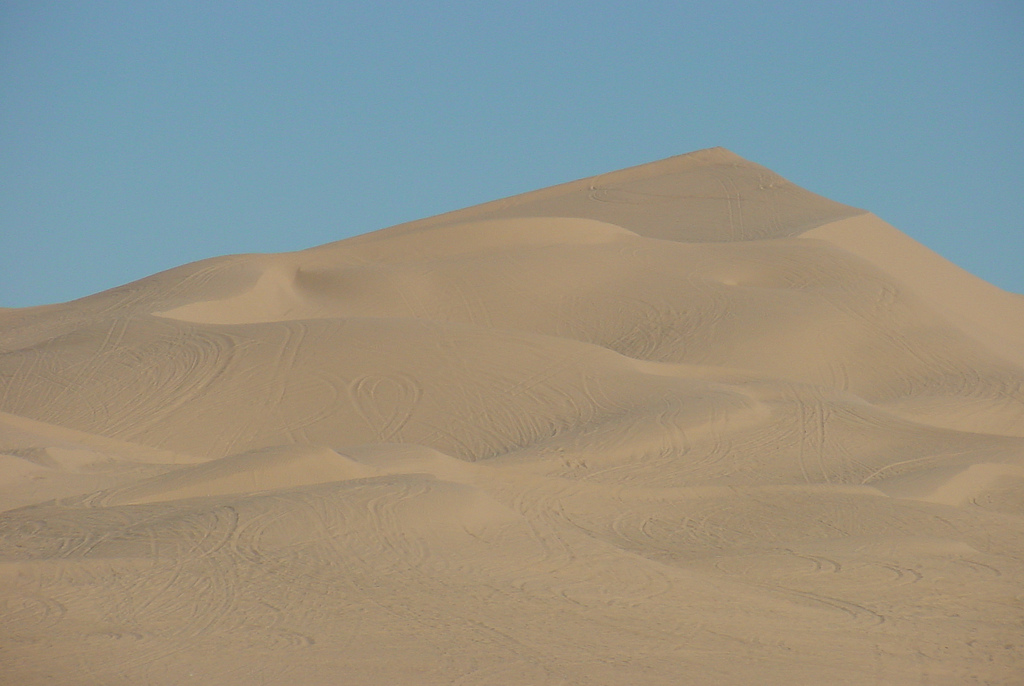
Dunes d'Algodones.
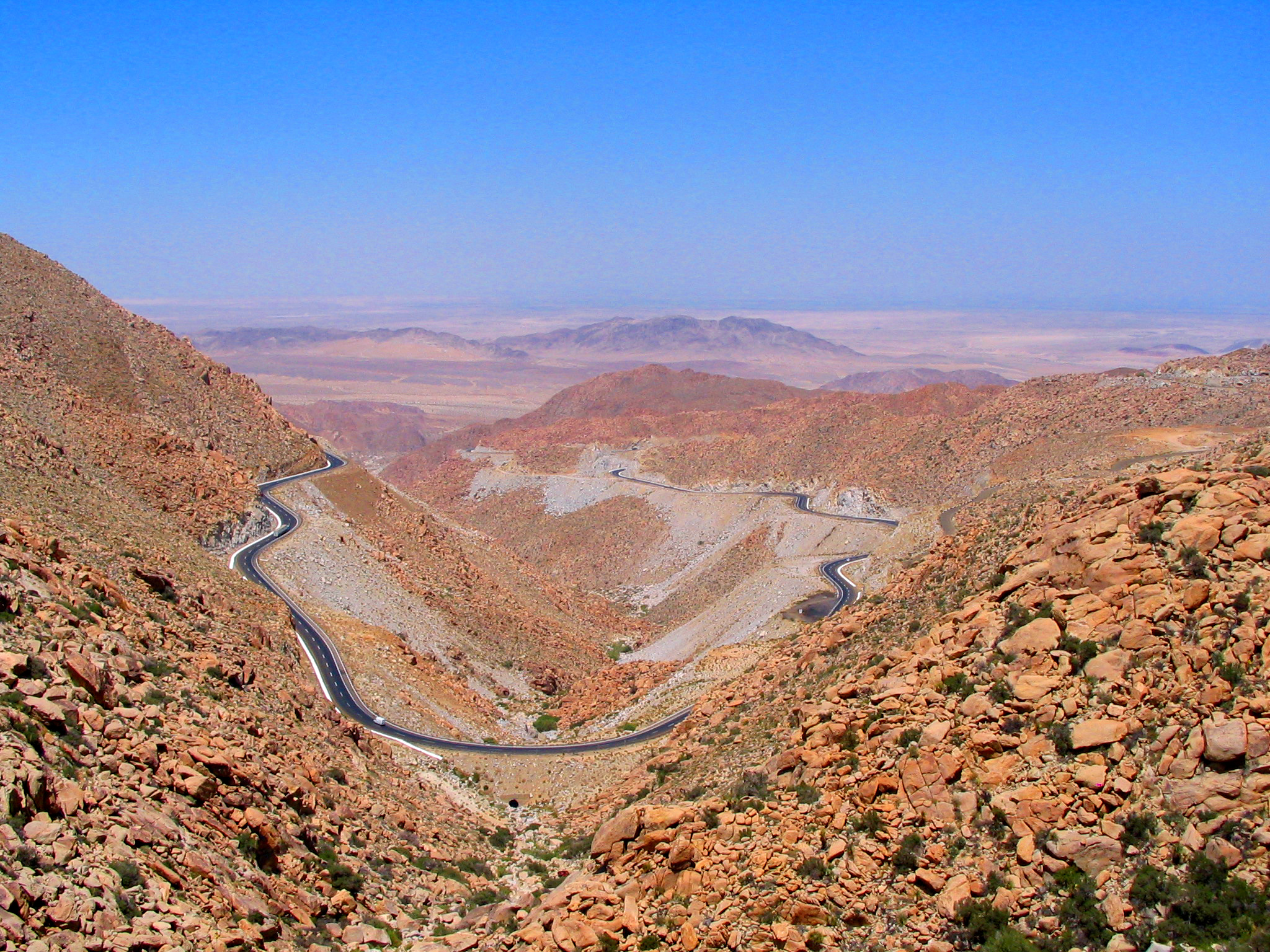
La Rumurosa.
La Rumorosa.
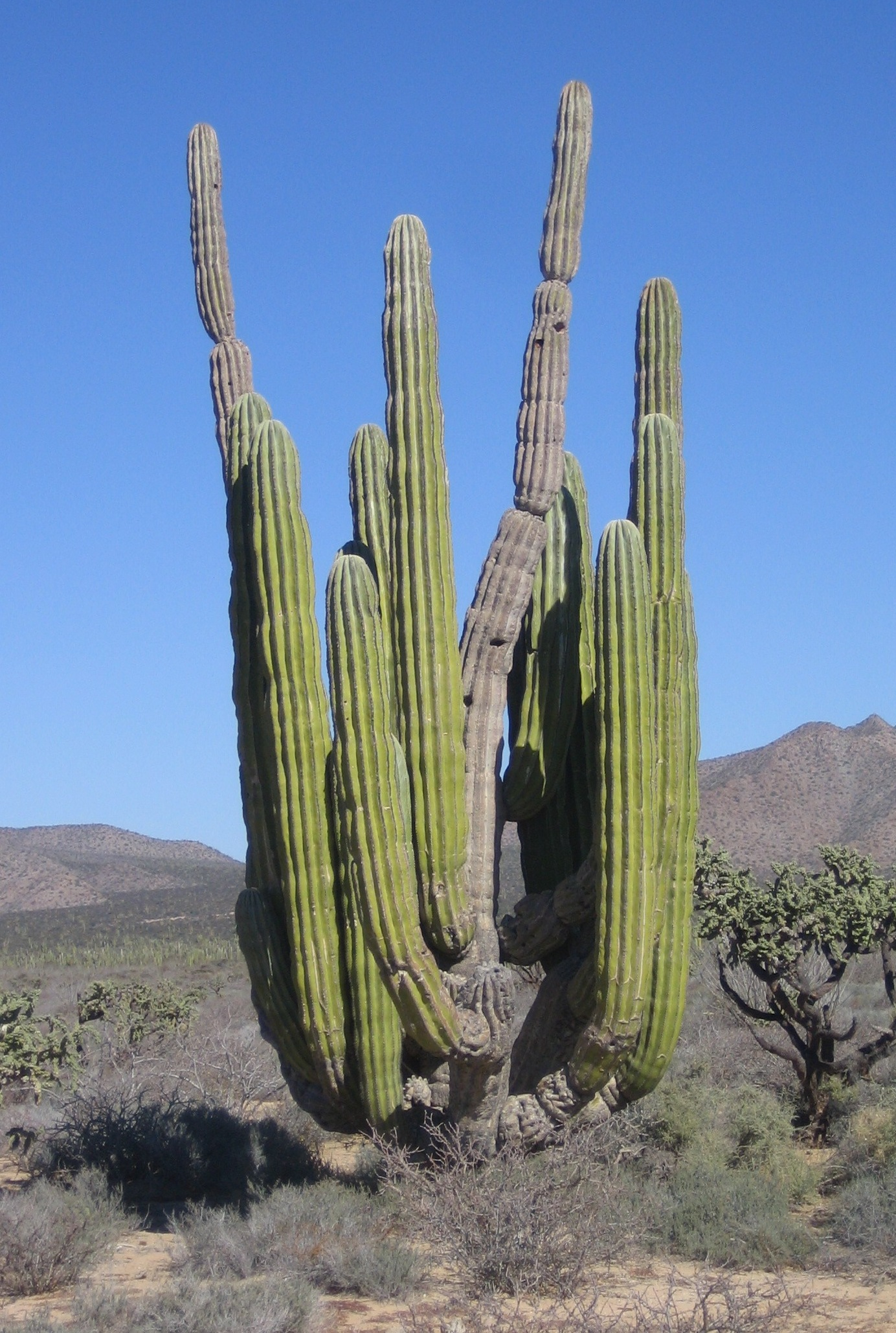
Valle de los Gigantes.
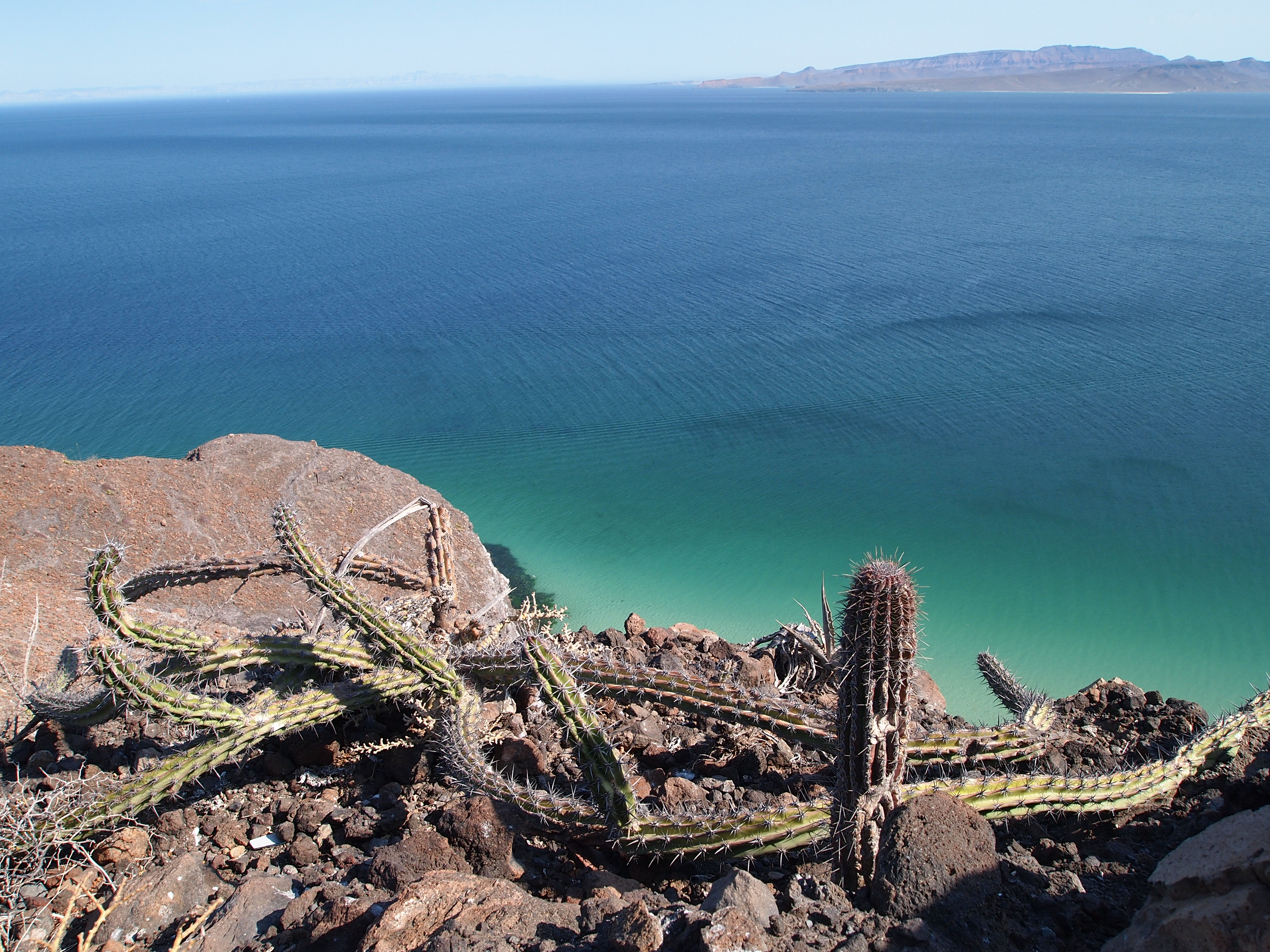
Mar de Cortés.

El 21,2% de la superfície municipal es destina a la producció agrícola destacant blat de moro, blat xeixa (ús alimentari), Gossypium hirsutum i Carthamus tinctorius (usos industrials); el 47,6 % de la superfície és qualificat de matollar incloent algunes d'aquestes espècies A. dumosa, Atriplex sp.(ambdues usades com a plantes farratgeres), Larrea tridentata (medicinal), F. splendens; l'1 % és ocupat per boscos Pinus contorta, Quercus sp. i Platanus sp.; i un 30,2 % de la superfície d'altra mena d'ús destacant les següents espècies Aloysia sp., Clappia suaedifolia.

## Política i govern
El municipi està dividit en 12 delegacions o subdivisions municipals. La ciutat de Mexicali és el cap de municipi, lloc on hi ha la seu de l'alcaldia.
Alcaldes
|  | - César Mancillas Amador (2004 - 2007) - Pablo Alejo Lopez Nuñez (2007 - 2010) - Jaime Rafael Díaz Ochoa (2010 - 2013) |

## Localitats

Principals localitats del municipi

Al municipi de Mexicali hi ha 1.474 localitats, les principals i la seva població l'any 2010 eren:
| Localitats                       | Població |
| Total Municipi                   | 936 826  |
| Mexicali                         | 689 775  |
| Santa Isabel                     | 29 311   |
| Guadalupe Victoria               | 17 119   |
| San Felipe                       | 16 702   |
| Puebla                           | 15.168   |
| Progreso                         | 12 557   |
| Ciudad Morelos                   | 8 243    |
| Colonia Venustiano Carranza      | 6 098    |
| Ciudad Coahuila                  | 5.617    |
| Vicente Guerrero (Los Algodones) | 5.474    |
| Delta                            | 5.180    |
| Ejido Hermosillo                 | 5.101    |
| Benito Juárez                    | 4.167    |
| Nuevo León                       | 3.655    |
| Poblado Paredones                | 3 332    |
| Michoacán de Ocampo              | 3 086    |
| Batáquez                         | 1 121    |